# Ōe
Pour les articles homonymes, voir OE.
Ōe (大江町, Ōe-machi) est un bourg du district de Nishimurayama (préfecture de Yamagata), dans le nord de l'île de Honshū, au Japon.

## Toponymie
Le toponyme « Ōe » (大江, litt. « large rivière ») fait référence au fleuve Mogami qui se forme sur la frontière orientale du bourg d'Ōe.

## Géographie

### Démographie
En 2011, la population d'Ōe s'élevait à 9 118 habitants répartis sur une superficie de 153,92 km2 (densité de population de 59 hab./km2).

## Transports
La gare d'Aterazawa est la dernière gare de la ligne Aterazawa qui relie Ōe à la ville de Yamagata.